# 1994

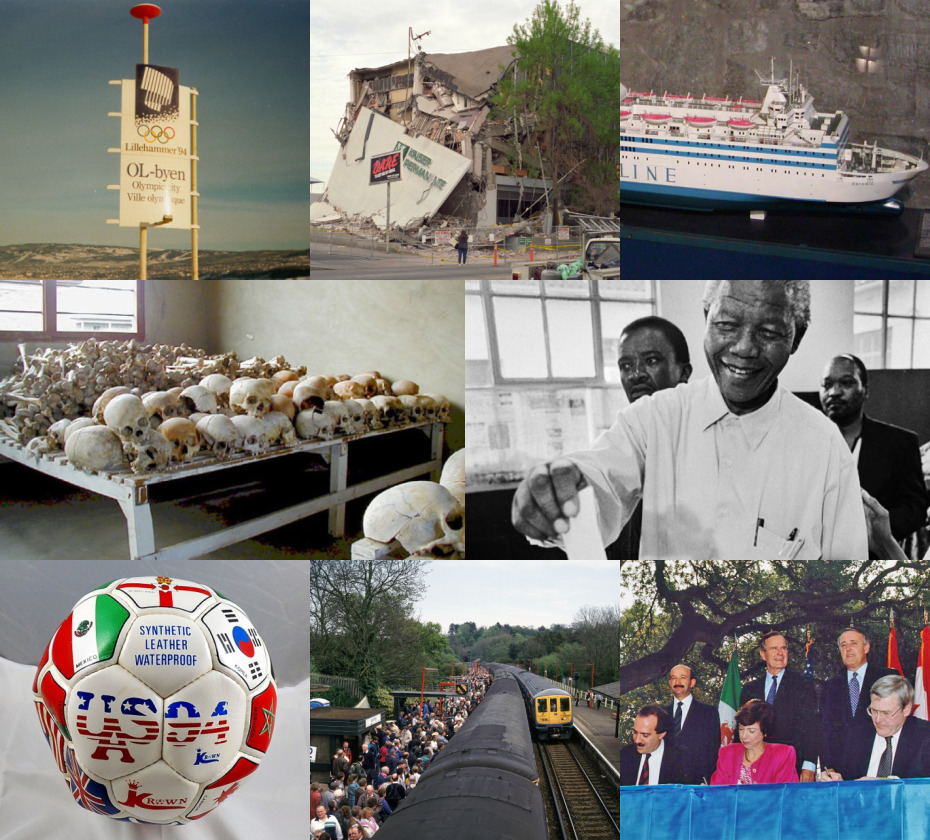
En el sentido de las agujas del reloj desde la parte superior izquierda: Los Juegos Olímpicos de Invierno de 1994 se llevan a cabo en Lillehammer, Noruega; El edificio de Kaiser Permanente después del terremoto de Northridge de 1994; Una maqueta del MS Estonia, que se hundió en el Mar Báltico; Nelson Mandela emite su voto en las elecciones generales de Sudáfrica de 1994, en las que fue elegido primer presidente y que efectivamente pusieron fin al apartheid; TLCAN, que se firmó en 1992, entra en vigor en Canadá, Estados Unidos y México; El primer servicio ferroviario de pasajeros en utilizar el túnel del Canal de la Mancha recién inaugurado; La Copa Mundial de fútbol de 1994 se lleva a cabo en los Estados Unidos; Cráneos del genocidio de Ruanda, en el que más de medio millón de tutsis fueron masacrados por los hutus.

1994 (MCMXCIV) fue un año común comenzado en sábado del calendario gregoriano. Fue designado como:
- El Año Internacional de la Familia.
- El Año Internacional del Deporte y el Ideal Olímpicos por las Naciones Unidas.

## Acontecimientos

### Enero
- 1 de enero:
  - En Chiapas, al sur de México, el Ejército Zapatista de Liberación Nacional se alza en armas contra el gobierno federal mexicano en el llamado levantamiento zapatista.
  - En Perú entra en vigor la Constitución política auspiciada por Alberto Fujimori.
  - Entra en vigor el Tratado de Libre Comercio de América del Norte entre Canadá, Estados Unidos y México.
- 3 de enero:
  - En la ciudad de Irkutsk (Rusia), un Tupolev Tu-154 de Aeroflot se estrella después de tomar tierra. Fallecen 125 personas.
  - En Buenos Aires (Argentina), empieza a emitir el canal de televisión Crónica TV.
  - incendio en la Cárcel de Sabaneta, Maracaibo, Venezuela, en el que murieron al menos 108 reos.
- 4 de enero: Se inaugura en Ginebra la corte de justicia de la Asociación Europea de Libre Comercio (EFTA).
- 6 de enero: Paraguay ingresa en el Acuerdo General sobre Aranceles Aduaneros y Comercio (GATT) como el 115.º estado miembro.
- 10 de enero: El Ejército mexicano moviliza a quince mil soldados en la ofensiva contra los zapatistas.
- 10 de enero: En México, el secretario de Gobernación Patrocinio González Garrido renuncia y es relevado por Jorge Carpizo MacGregor.
- 11 de enero: Los jefes de Estado y de Gobierno de la OTAN acuerdan en Bruselas la creación de la Asociación para la Paz, que integrará a países del antiguo Pacto de Varsovia.
- 13 de enero: Queda sofocado el mayor incendio en Australia de los últimos 200 años, que en dos semanas causó la muerte de 4 personas, arrasó 880 hectáreas y destruyó 200 edificios.
- 17 de enero: en Los Ángeles (California) se registra un terremoto de 6.7 que causa 57 muertos y más de 9000 heridos.
- 19 de enero: Comienza a publicarse el manga de Detective Conan,creado por Gosho Aoyama,en la revista Shūkan Shōnen Sunday en Japón.
- 21 de enero: El Senado de México ratifica la Ley de Amnistía para los insurgentes de Chiapas, aprobada por el Congreso.
- 22 de enero: En Puerto Madryn (Argentina) ocurre la llamada "tragedia de los bomberitos" al morir 25 bomberos, de entre 11 y 23 años, en un incendio de campo. Se considera la mayor tragedia de bomberos en ese país.
- 22 de enero: En España, un centenar de académicos de la lengua castellana de 20 de las 22 instituciones existentes en el mundo, instan en Huelva (Andalucía) a sus respectivos gobiernos a defender la lengua y la cultura españolas.
- 23 de enero: en un barrio de Apartadó (Colombia) miembros del Bloque Noroccidental de las FARC perpetran la Masacre de La Chinita; fallecen 35 personas.
- 27 de enero: En Honduras, el liberal Carlos Roberto Reina asume la presidencia de ese país.
- 30 de enero: En Guatemala se realiza un referéndum constitucional durante el gobierno de Ramiro de León Carpio (1993-1996).
- 31 de enero: En Florida (Colombia) una avalancha del Río Frayle deja 14 muertos, 60 desaparecidos y 1500 familias damnificadas.

### Febrero
- 2 de febrero: 
  - En Kasaï (Zaire) al menos 200 personas mueren al descarrilarse un tren.
  - En Venezuela, Rafael Caldera asume la presidencia de su país por segunda vez.
- 3 de febrero: Lanzamiento del transbordador espacial Discovery con un cosmonauta ruso a bordo, el primero de esta nacionalidad en tripular un vehículo espacial estadounidense.
- 5 de febrero: 
  - En el mercado central de Sarajevo, un ataque serbio deja un saldo de 79 civiles muertos y 197 heridos.
  - En Burundi, el hutu Cyprien Ntaryamira es elegido nuevo presidente.
- 6 de febrero: 
  - En Costa Rica, José María Figueres gana las elecciones presidenciales.
  - En Finlandia, el socialdemócrata Martti Ahtisaari gana las elecciones presidenciales.
- 7 de febrero: En Barcelona, miembros de ETA matan a tiros al coronel Leopoldo García Campos.
- 10 de febrero: Brasil, Portugal y cinco naciones africanas constituyen en Brasilia la Comunidad de Países de Lengua Portuguesa.
- 11 de febrero: 
  - En España, el Gobierno interviene técnicamente la cooperativa de viviendas PSV, al suspender temporalmente la actuación de sus órganos sociales.
  - En Lillehammer se celebran los Juegos Olímpicos de Invierno de 1994.
- 16 de febrero: 
  - En La Haya se inaugura oficialmente la Europol, organismo de cooperación policial europea.
  - En la isla indonesia de Sumatra, un terremoto de 7,0 deja más de 200 muertos y 2.000 heridos.
  - En la estación División del Norte de la Línea 3 del Metro de la Ciudad de México, fallece la actriz y vedette cubana Judith Velasco Herrera a los 53 años de edad tras haberse arrojado a las vías y siendo arrollada por un tren que arribaba dicha estación.
- 16-21 de febrero: En Chile se realiza el XXXV Festival de Viña del Mar.
- 18 de febrero: 
  - En Alemania, la actriz italiana Sofía Loren recibe un Oso de Oro especial del Festival de Berlín como reconocimiento a su carrera cinematográfica.
  - Nace J-Hope, rapero, compositor, cantante, bailarín, coreógrafo, modelo, productor y miembro del grupo BTS.
- 21 de febrero: En Alemania, la película "En el nombre del padre", realizada por Jim Sheridan, recibe el Oso de Oro del Festival de Berlín.
- 22 de febrero: El Sínodo de la Iglesia Anglicana aprueba los nuevos cánones para la ordenación de mujeres.
- 23 de febrero: La Duma Estatal rusa concede la amnistía a Valentin Pavlov y al resto de los encausados por el intento de golpe de Estado de agosto de 1991.
- 24 de febrero: El Gobierno de Nicaragua y los jefes "recontras" acuerdan el desarme de los rebeldes.
- 27 de febrero: 
  - En Lillehammer, se clausuran los Juegos Olímpicos de Invierno de 1994.
  - La cantante italiana Laura Pausini ocupa el primer lugar en el Festival de San Remo.

### Marzo
- 1 de marzo: Suecia, Austria y Finlandia se incorporan como nuevos socios de la Unión Europea. Nace la «Europa de los Quince»
- 1 de marzo: En Múnich (Alemania), el grupo de grunge Nirvana ofrece su última actuación.
- 1 de marzo: En Francia entra en vigor un nuevo Código Penal que sustituye al napoleónico de 1810.
- 3 de marzo: En Italia aparece el primer número del diario La Voce.
- 3 de marzo: La Santa Sede y Jordania establecen relaciones diplomáticas.
- 4 de marzo: se funda de Trolltech.
- 6 de marzo: En Oracle (Arizona) se inicia la segunda cuarentena (que finalizará en un fracaso) de un año de un equipo de ocho científicos dentro del millonario proyecto Biosfera 2, construido como ecosistema autosuficiente.
- 6 de marzo: En México, Luis Donaldo Colosio da un famoso discurso en el Monumento a la Revolución como candidato del PRI a la presidencia.
- 11 de marzo: En Chile, Eduardo Frei Ruiz-Tagle asume la presidencia de ese país.
- 13 de marzo: En Colombia se realizan las elecciones legislativas.
- 13 de marzo: La Conductora de  televisión y modelo peruana Mónica Santa María se suicida.
- 14 de marzo: Se publica la versión 1.0.0 del núcleo Linux.
- 15 de marzo: El asteroide 1994 ES1 pasa a 165 000 km de la Tierra, casi la mitad de la distancia que existe entre nuestro planeta y la Luna.
- 20 de marzo: En El Salvador, Armando Calderón Sol, candidato del partido oficial ARENA gana en la primera vuelta de las elecciones presidenciales.
- 21 de marzo: En Estados Unidos se incluye el cráter Sedan (el cráter artificial más grande en ese país) en el Registro Nacional de Lugares Históricos. La lluvia radiactiva provocada por la bomba Sedan contaminó más estadounidenses que ninguna otra prueba nuclear.
- 22 de marzo: En la Ciudad del Vaticano, el papa Juan Pablo II publica un documento que prohíbe a los sacerdotes la militancia política y sindical.
- 23 de marzo: Luis Donaldo Colosio, candidato del PRI a la presidencia de México es asesinado en Lomas Taurinas (ciudad de Tijuana, estado de Baja California).
- 23 de marzo: En Óblast de Kémerovo, el vuelo 593 de Aeroflot impacta contra una colina. Mueren 75 personas.
- 27 de marzo: Venezuela sale de la cárcel de Yare, por indulto del presidente Rafael Caldera, Hugo Chávez.
- 27 de marzo: En Italia se celebran las elecciones generales.
- 28 de marzo: Nace Jackson Wang, vocalista, rapero, bailarín, MC y actor chino, integrante de la banda GOT7.
- 29 de marzo: En México, Ernesto Zedillo Ponce de León, coordinador de la campaña de Colosio, es designado como candidato sustituto del PRI a la presidencia de la República.

### Abril
- 4 de abril: Se funda el servicio de Antropología Forense de la Morgue Central de Lima, Perú.

En México se crea el canal televisivo de videos latinos Ritmoson, hoy Telehít Música.
- 5 de abril: El cantante y músico estadounidense Kurt Cobain, vocalista de Nirvana, se suicida.
- 6 de abril: Un misil derriba el avión donde viajaban los presidentes hutus Juvénal Habyarimana (de Ruanda) y Cyprien Ntaryamira (de Burundi). Sus muertes desencadenan el genocidio de Ruanda.
- 6 de abril: En Estados Unidos, el vuelo 705 de FedEx corre peligro cuando un segundo ingeniero de vuelo ataca salvajemente con un arpón y unos martillos a los pilotos.
- 6 de abril: Juan Pablo II reinaugura la Capilla Sixtina, cuyos trabajos de restauración se han prolongado durante trece años.
- 7 de abril: En Ruanda, se desata el genocidio de Ruanda, que se prolongaría hasta el 15 de julio.
- 8 de abril: Encuentran sin vida el cuerpo del líder de la banda de grunge "Nirvana", Kurt Cobain aparentemente se había suicidado de un tiro en la cabeza con una escopeta.
- 12 de abril: Israel y la OLP (Organización para la Liberación de Palestina) concluyen en El Cairo el acuerdo sobre la policía palestina que se desplegará en Gaza y Jericó y que contará con 9000 hombres.
- 15 de abril: Representantes de 124 países y la Comunidad Europea firman los Acuerdos de Marrakech, que revisan el GATT y preceden a la Organización Mundial de Comercio (Entrarían en vigor el 1 de enero de 1995).
- 19 de abril: El cantautor guatemalteco Ricardo Arjona, lanza al mercado su quinto álbum de estudio titulado Historias.
- 19 de abril: El Rapero Nas, lanza al mercado su primer y más influyente álbum musical titulado Illmatic.
- 22 de abril: Muere el político estadounidense Richard Nixon exvicepresidente de ese país durante el gobierno de Dwight D. Eisenhower (1953-1961) y también expresidente de ese país durante su gobierno (1969-1974).
- 22 de abril: En Argentina, el empresario y dueño del bar El Cielo Poli Armentano es asesinado.
- 23 de abril: Descubrimiento de la partícula subatómica «alta quark».
- 24 de abril: En El Salvador, Armando Calderón Sol, candidato del partido oficial, ARENA, derrota en la segunda vuelta de las elecciones presidenciales a Rubén Zamora, candidato de una coalición de partidos de oposición encabezada por el FMLN.
- 27 de abril: En Sudáfrica, se celebran elecciones libres y multirraciales, poniendo fin al período conocido como "apartheid", en las que resultaría vencedor el Congreso Nacional Africano de Nelson Mandela.
- 28 de abril: El poeta Carlos Bousoño es galardonado con el Premio Príncipe de Asturias de las Letras.
- 29 de abril: En España, Luis Roldán (exdirector de la Guardia Civil) se da a la fuga.
- 29 de abril: En España dimiten los diputados y exministros Carlos Solchaga y José Luis Corcuera.
- 30 de abril: En Dublín (Irlanda) se celebra la XXXIX Edición de Eurovisión. El tema del país anfitrión "Rock & Roll Kids" del dúo Paul Harrington & Charlie McGettigan es el vencedor.
- 30 de abril: En España, el ministro del Interior, Antonio Asunción, dimite por su responsabilidad política en la huida de Luis Roldán, ex director general de la Guardia Civil, acusado de diversos delitos.
- 30 de abril: En el circuito de Ímola (Italia) muere Roland Ratzenberger, piloto austriaco de Fórmula 1.

### Mayo
- 1 de mayo: En el Circuito de Ímola (Italia) muere Ayrton Senna, tricampeón mundial de Fórmula 1, a bordo de su Williams FW16, en la curva Tamburello.
- 1 de mayo: En Ecuador, se realizan las elecciones legislativas durante el gobierno de Sixto Durán Ballén (1992-1996).
- 3 de mayo: Se realizan las elecciones generales en los Países Bajos.
- 5 de mayo: En el Estado Nueva Esparta (Venezuela) se crea el Banco Confederado.
- 6 de mayo: Se inaugura el Eurotúnel.
- 8 de mayo: En Costa Rica, José María Figueres Olsen, hijo del caudillo político José Figueres Ferrer, asume la presidencia de ese país.
- 8 de mayo: Ernesto Pérez Balladares es elegido como nuevo presidente de Panamá.
- 10 de mayo: En Sudáfrica, Nelson Mandela, asume como presidente en las primeras elecciones democráticas.
- 18 de mayo: En el Olímpico de Atenas el AC Milan gana la UEFA Champions League 1993-94 tras batir al F. C. Barcelona 4-0.
- 30 de mayo: Comienza sus labores el noticiero Telenoticias (TN5) en Honduras.

### Junio
- 1 de junio: En El Salvador, el conservador Armando Calderón Sol asume la presidencia por cinco años.
- 3 de junio: en la isla de Java se registra un terremoto de 7,8 que provoca un tsunami con olas de hasta 14 metros que dejan un saldo de 200 muertos.
- 6 de junio: En Colombia, un terremoto de 6.8 y una avalancha en el río Páez causa la muerte de 1100 indígenas paeces.
- 8 de junio: Un terremoto de 8,2 sacude la zona norte de Bolivia, tuvo una profundidad de 630 km y su número de heridos y muertos es desconocidos.
- 12 de junio: Nicole Brown Simpson y Ronald Goldman mueren a manos del jugador de Fútbol americano O.J. Simpson.
- 13 de junio: México, Colombia y Venezuela firman el Tratado de Libre Comercio entre el Grupo de los Tres.
- 15 de junio: En la Ciudad de México es reinaugurado el Palacio Legislativo de San Lázaro.
- 17 de junio: En Viena, un total de 84 países firman el primer acuerdo sobre seguridad nuclear.
- 17 de junio: Inauguración de la 15.ª edición de la Copa Mundial de Fútbol de 1994 por primera vez en Estados Unidos.
- 17 de junio: La estrella de la NFL O. J. Simpson  y su amigo Al Cowlings huyen de la policía en una Ford Bronco blanca. La persecución a baja velocidad termina en la mansión de Simpson en Brentwood, Los Ángeles, donde se entrega.
- 18 de junio: En Berlín (Alemania) se despiden las tropas de Estados Unidos, Francia y Gran Bretaña, encargadas de la defensa del sector occidental de esa ciudad desde el final de la Segunda Guerra Mundial.
- 19 de junio: Ernesto Samper es elegido como nuevo presidente de Colombia.
- 23 de junio: En Ruanda, unos 600 soldados franceses bajo el mandato de la ONU entran en ese país para proteger a la población civil.
- 25 de junio: En Berlín, los soldados rusos desfilan para salir definitivamente del sector oriental de la ciudad.
- 25 de junio: En Estados Unidos, el jugador argentino Diego Armando Maradona es expulsado del mundial de fútbol, luego de detectársele efedrina en un control antidopaje tras el partido ante Nigeria.
- 28 de junio: El cantautor mexicano Juan Gabriel, lanza al mercado su 21° álbum de estudio titulado Gracias por esperar.
- 28 de junio: El cantautor cubano-estadounidense Jon Secada, lanza al mercado su cuarto álbum de estudio como solista y segundo álbum realizado en español titulado Si te vas.
- 30 de junio: Es inaugurada la telefonía móvil en Colombia.

### Julio
- 1 de julio: México: Se inaugura la línea 2 del tren ligero de Guadalajara.
- 2 de julio: Colombia: En un restaurante de la ciudad de Medellín es asesinado el futbolista Andrés Escobar, luego de que metiera un autogol en el partido Colombia-Estados Unidos en el mundial de Estados Unidos.
- 4 de julio: España: Una ola de calor hace que Murcia registrase 47 °C a la sombra, la más alta registrada en las capitales de provincia españolas. Récord también en Alicante con 41 °C a la sombra.
- 8 de julio: Fallece de infarto el político, militar y dictador norcoreano Kim Il-sung. Le sucede Kim-Jong-il, quien asume la presidencia de Corea del Norte.
- 13 de julio: Cuba: Hundimiento del "Remolcador 13 de Marzo", donde intentaban huir 72 personas. 41 de ellas perecieron, entre las que se contaban 10 niños.
- 16 de julio: Ruanda: Finaliza la guerra civil.
- 17 de julio: En Los Ángeles (Estados Unidos) Finaliza el Mundial y Brasil es campeón por cuarta vez de la Copa del Mundo 1994 ante Italia en  tanda de  penaltis , tras empatar 0-0 en los 90 minutos reglamentarios y en los tiempos suplementarios de 15 minutos.
- 18 de julio: Argentina: atentado terrorista a la AMIA (Asociación Mutual Israelí Argentina) en Buenos Aires que deja 85 muertos y cientos de heridos.
- 20 de julio: En Ciudad de México se inaugura la Línea 8 del Metro de la Ciudad de México.
- 22 de julio: En Gambia, Yahya Jammeh toma posesión como presidente de Gambia, al deponer del poder a Dawda Jawara quien había gobernando el país durante 32 años.
- 29 de julio: En Madrid, la banda terrorista ETA asesina mediante la explosión de un coche bomba, al director general de la Policía de Defensa, su chófer y un transeúnte.
- 29 de julio: Frente a una clínica de abortos en Pensacola (Estados Unidos), el expastor evangélico Paul Jennings Hill asesina al médico abortista John Britton (69) y a su «escolta de clínica» (guardaespaldas simbólico) de 74 años. Britton había reemplazado al Dr. David Gunn, quien había sido asesinado en 1993 por un antiabortista anónimo.
- 30 de julio: En Manizales (Colombia) se inaugura el Estadio Palogrande.

### Agosto
- 1 de agosto: Se forma la Conferencia Internacional de Partidos y Organizaciones Marxista-Leninistas.
- 2 de agosto: Se suicida el actor, cómico y guionista argentino Oscar Viale.
- 7 de agosto: En Colombia, Ernesto Samper asume la presidencia de ese país.
- 9 de agosto: En Bogotá un comando de sicarios motorizados asesinan al parlamentario Manuel Cepeda Vargas, último senador por el Partido Unión Patriótica  sobre la Avenida de Las Américas en el sur de la Ciudad.
- 14 de agosto: En Guatemala se realizan las elecciones legislativas durante el gobierno de Ramiro de León Carpio (1993-1996).
- 15 de agosto: En el Estadio Azteca el primer American Bowl entre Petroleros de Houston y los Vaqueros de Dallas por 6-0.
- 16 de agosto: En República Dominicana, Joaquín Balaguer asume la presidencia por séptima y última vez, reducida a 2 años por el Pacto por la Democracia.
- 18 de agosto: Un terremoto de 5,8 deja 171 muertos en Argelia.
- 21 de agosto: En México, Ernesto Zedillo gana las elecciones presidenciales.
- 22 de agosto: En Argentina se aprueba la última reforma de la Constitución Argentina.
- 22 de agosto: Wim Kok se convierte en primer ministro de los Países Bajos.
- 28 de agosto: En Ecuador se realiza el referéndum.
- 30 de agosto: El cantante mexicano Luis Miguel lanza al mercado su décimo álbum de estudio titulado Segundo romance.
- 30 de agosto: El intérprete mexicano José José, lanza al mercado su 28° álbum de estudio titulado Grandeza mexicana, producido nuevamente por el cantautor español Manuel Alejandro, es la segunda vez que Manuel Alejandro produce el álbum del artista desde el lanzamiento de Secretos (1983).
- 31 de agosto: el IRA Provisional declara el alto el fuego.

### Septiembre
- 1 de septiembre: en Panamá, Ernesto Pérez Balladares asume la presidencia de ese país.
- 3 de septiembre: en Argentina inicia sus trasmisiones el canal de deportes por cable TyC Sports.
- 6 de septiembre: en la ciudad de Oracle (Arizona) finaliza abruptamente la segunda cuarentena del equipo de ocho científicos dentro del millonario proyecto Biosfera 2, construido como ecosistema autosuficiente.
- 8 de septiembre: en Pittsburgh (Pensilvania), un avión Boeing 737-300 operando el Vuelo 427 de USAir se estrella mientras se aproximaba al Aeropuerto Internacional de Pittsburgh. Fallecen  los 127 pasajeros y 5 miembros de la tripulación a bordo.
- 19 de septiembre: Haití es invadida por más de 24 000 soldados estadounidenses bajo las órdenes del presidente George Bush padre.
- 19 de septiembre: en Papúa Nueva Guinea, una erupción volcánica cubre de toneladas de cenizas a la ciudad de Rabaul (capital de la provincia de Nueva Bretaña). El 80 % de las edificaciones del pueblo colapsan.
- 14 de septiembre: la temporada de Grandes Ligas de Béisbol de Estados Unidos y Canadá se ve suspendida debido a una huelga.
- 14 de septiembre: en Estados Unidos se crea la Entertainment Software Rating Board (ESRB), el sistema de clasificación de videojuegos por la Interactive Digital Software Association (IDSA) (hoy Entertainment Software Association).
- 16 de septiembre: se registra un terremoto de 6,8 en Taiwán.
- 18 de septiembre: se realizan en Suecia las elecciones generales.
- 20 de septiembre: en España, Corta Atalaya ―la mina a cielo abierto más grande de Europa― cierra por el aumento del precio del cobre.
- 22 de septiembre: se estrena la exitosa serie de comedia Friends.
- 24 de septiembre: en Orán (Argelia), un fanático musulmán asesina al cantante musulmán Cheb Hasni (26) debido a que cantaba música raï romántica.
- 28 de septiembre: en el mar Báltico se hunde el M/S Estonia cuando se dirigía a Estocolmo.
- 28 de septiembre: En la Ciudad de México es asesinado el secretario general del PRI, José Francisco Ruiz Massieu (48).

### Octubre
- 1 de octubre: Palaos se independiza de Estados Unidos.
- 1 de octubre: En una sucursal de la secta Orden del Templo Solar en Morin Heights (cerca de Quebec, en Canadá), es asesinado Emmanuel Dutoit, un bebé de tres meses hijo de un miembro de la secta. El bebé fue apuñalado repetidas veces con una estaca de madera por orden del rosacruz francés Joseph di Mambro (1924-1994), quien afirmaba que el bebé era el Anticristo descrito en el Nuevo Testamento, que había nacido dentro de su grupo para evitar que Di Mambro tuviera éxito en su viaje espiritual.
- 2 de octubre: En Hiroshima (Japón) comienzan los XII Juegos Asiáticos.[1]
- 3 de octubre: En Brasil, Fernando Henrique Cardoso es elegido como nuevo presidente de ese país.
- 3 de octubre: En Salvan, en el cantón suizo de Valais, varios seguidores de la secta Orden del Templo Solar se suicidan tomando tranquilizantes.
- 5 de octubre: En Cheiry, en el cantón de Friburgo (en Suiza), 48 seguidores de la secta Orden del Templo Solar son matados a tiros y cremados.
  - en las islas Kuriles se registra un terremoto de 8,3 y un tsunami que dejan un saldo de 10 muertos.
- 10 de octubre: Kenzaburo Oé recibe el Premio Nobel de Literatura.
- 11 de octubre: Korn lanza su álbum debut homónimo.
- 12 de octubre: Se restituye la antiquísima sede arzobispal de Mérida (España) en un masivo acto religioso celebrado en la escena del teatro romano de la ciudad. El templo de Santa María recupera su dignidad catedralicia.
- 14 de octubre: Yasir Arafat, Isaac Rabin y Shimon Peres son galardonados como Premio Nobel de la Paz 1994.
- 14-15 de octubre: En Valencia (España) se celebra la XXIII Edición del Festival OTI. El tema representante de Argentina "Canción despareja" de Claudia Carenzio es el vencedor.
- 15 de octubre: La Virgen de Candelaria (patrona de Canarias) visitó la ciudad de Santa Cruz de Tenerife después de treinta años.
- 16 de octubre: En Hiroshima (Japón) culminan los XII Juegos Asiáticos.[1]
- 16 de octubre: En Alemania se realizan las elecciones federales.
- 16-17 de octubre: En la ciudad de Valledupar (Colombia), varios delincuentes organizados sustraen de la oficina del Banco de la República de dicha ciudad 24 075 millones de pesos, entre billetes "sin circular" de 2000, 5000 y 10000, que en aquel entonces eran los de mayor denominación.
- 20 de octubre: En el Gran Buenos Aires, Argentina, se crean los Partidos de San Miguel, José C Paz y Malvinas Argentinas por Ley Provincial 11.551 de la provincia de Buenos Aires a partir de la división del anterior partido de General Sarmiento.
- 21 de octubre: En Seúl (Corea del Sur) se hunde una sección del puente Seongsu que cruza el Río Han; mueren 32 personas y otras 15 quedan heridas.
- 26 de octubre: Isaac Rabin y Abdelsalam al-Majali, primeros ministros de Israel y Jordania, firman la paz entre ambos países.
- 29 de octubre: En Chile se pone en marcha el sistema «multiportador discado» (conocido como multicarrier), situándose en el segundo país en el mundo, después de Estados Unidos, en implementar este servicio.
- 31 de octubre: Estados Unidos: un avión ATR 72-212 de American Eagle se estrelló en Indianápolis después de experimentar condiciones de congelación, matando a sus 64 pasajeros y sus 4 tripulantes. (Véase vuelo 4184 de American Eagle).

### Noviembre
- 6 de noviembre: En Puerto Rico se rechaza en Refedendum propuestas para aumentar el número de jueces del Tribunal Supremo de 7 a 9 y limitar el derecho a la fianza.
- 8 de noviembre: Se realizan las elecciones legislativas en los Estados Unidos.
- 10 de noviembre: Muere a los 84 años, el físico William Higginbotham, creador de Tennis for Two, el primer videojuego de la historia.
- 11 de noviembre: En California se celebra la Proposición 187.
- 14 de noviembre: En el Gran Premio de Australia, el piloto alemán Michael Schumacher se consagra campeón de Fórmula 1.
- 15 de noviembre: en la isla filipina de Mindoro se registra un terremoto de 7,1 que deja 78 muertos.
- 19 de noviembre: Malaui reconoce a la República Árabe Saharaui Democrática (RASD).
- 21 de noviembre: en El Tigre (Venezuela) fallece en accidente aéreo el acordeonero colombiano Juancho Rois.
- 22 de noviembre: El cantante, compositor y actor mexicano Pedro Fernández lanza al mercado su nuevo trabajo discográfico titulado Mi forma de sentir.
- 28 de noviembre: Muere el asesino en serie Jeffrey Dahmer "El canibal de Milwaukee" en prisión.
- 27 de noviembre: En Uruguay, Julio María Sanguinetti es elegido presidente por segunda vez.
- 30 de noviembre: En Nueva York, el rapero Tupac Shakur y tres componentes de su grupo son robados y tiroteados en un estudio de grabación.

### Diciembre
- 1 de diciembre: 
  - Inicia sus labores el canal de cable Telenoticias en sociedad con Artear de Argentina, Antena 3 de España y Telemundo.
  - En Venezuela inician las transmisiones del canal de noticias Globovisión.
  - En México Ernesto Zedillo toma posesión como presidente de ese país como sexagesimoprimer presidente para el mandato presidencial 1994-2000.
  - En Japón, el Vélez Sarsfield ganó la Copa Intercontinental al vencer 2-0 al AC Milan.
- 3 de diciembre: En Japón, es lanzada la primera videoconsola de Sony, la PlayStation, que llegaría a ser la consola más exitosa de su generación.
- 10 de diciembre: En Oslo (Noruega), Yasir Arafat, Isaac Rabin y Shimon Peres ganan el Premio Nobel de la Paz.
- 11 de diciembre:
  - El presidente ruso Boris Yeltsin envía tropas a Chechenia.
  - El Vuelo 434 de Phillipine Airlines explota en pleno vuelo cuando volaba de Manila (Filipinas) a Tokio (Japón) y aterriza de emergencia en Okinawa: muere un ocupante y otros diez quedan heridos.
- 17 de diciembre: En la basílica de Notre-Dame, en Montreal (Canadá) la cantante Céline Dion se casa con René Angélil.
- 20 de diciembre: Jaime Serra Puche, secretario de Hacienda del gobierno mexicano del presidente Ernesto Zedillo, devalúa la moneda de 3,50 a 6,50 pesos por dólar, provocando una crisis económica que afectó a varias economías latinoamericanas («efecto Tequila»).
- 21 de diciembre: En México se produce una explosión del volcán Popocatépetl, que expulsa gas y cenizas a más de 25 km de distancia, siendo la primera vez que ocurre en casi 70 años, significando la reactivación del volcán.
- 24 de diciembre: En Argelia, cuatro secuestradores argelinos al servicio de la GIA secuestra el vuelo 8969 de Air France: asesinan a tres pasajeros y los arrojan a la pista.
- 25 de diciembre: En Francia, el vuelo 8969 de Air France llega al Aeropuerto Internacional de Marsella a las 3:33 a. m. e inmediatamente alerta a las autoridades.
- 26 de diciembre: En Francia, el GIGN (Grupo de Intervención de la Gendarmería Nacional) rescata el vuelo 8969 de Air France y mata a los cuatro secuestradores de la GIA.
- 28 de diciembre: Un terremoto de 7,7 sacude la isla de Sanriku en Japón.

## Arte y literatura
- 6 de enero: Rosa Regás obtiene el premio Nadal por su novela Azul.
- Arturo Pérez-Reverte: Territorio comanche.

## Ciencia y tecnología

### Astronomía
- 25 de enero: Estados Unidos lanza la sonda lunar Clementine.
- 10 de mayo: Eclipse solar
- 19 de febrero: La sonda estadounidense Clementine entra en órbita lunar.

## Videojuegos

### Hechos Importantes
- 2 de febrero: Sale a la venta, Sonic the Hedgehog 3 para Sega Genesis / Mega Drive quien introduce un nuevo personaje de la serie, Knuckles the Echidna.
- 19 de marzo: Se lanza Super Metroid para la Super Nintendo, distribuido en un cartucho de 24-bits. Electronic Gaming Monthly declaró como el "Mejor Videojuego de la Historia" en el año 2002.
- Namco lanza Tekken.
- abril: Se crea la Interactive Digital Software Association (IDSA) (hoy, Entertainment Software Association).
- 2 de abril: Sale a la venta en Japón el sexto juego de la saga de Squaresoft, Final Fantasy VI (Final Fantasy III en territorios americanos) para la Super Nintendo. Más tarde se lanza el 11 de octubre en Norteamérica.
- 27 de agosto: Se lanza en Japón Mother 2 para la Super Nintendo, conocidamente en el occidente como EarthBound. Ness es el personaje que debuta en la trilogía.
- 31 de agosto: Sale a la venta, el videojuego de Electronic Arts, The Need for Speed para la consola 3DO, este juego marca el comienzo a unas de las franquicias de conducción más exitosas de los videojuegos.
- 22 de septiembre: Lanza al mercado para la PC, el título de Origin Systems y Looking Glass Studios, System Shock.
- 17 de octubre: Sale a la venta Sonic & Knuckles, siendo el único videojuego con tecnología Lock On que permite conectar con Sonic the Hedgehog 2 y Sonic the Hedgehog 3 donde Knuckles es un personaje jugable.
- 21 de noviembre: Nintendo en asociación con Rare, sale a la venta para la Super Nintendo Donkey Kong Country, con gráficos tridimensionales pre-renderizados. También marcan el debut de Diddy Kong y King K. Rool en el juego.
- 23 de noviembre: Blizzard Entertainment lanza a la venta Warcraft: Orcs & Humans, dando comienzo a la popular franquicia de Warcraft.
- 10 de diciembre: La consola NES lanza su último juego llamado Wario's Woods en EE. UU.
- 10 de diciembre: Se funda Nintendo Australia Pty, Ltd., inaugurado por el presidente de la compañía Hiroshi Yamauchi, dando finalizada el acuerdo de distrubuccion con la empresa estadounidense Mattel Inc. para el territorio Australiano.
- 10 de diciembre: Nintendo revela el Ultra 64, la consola se mostró a la luz en la primavera de 1994.
- Capcom lanza Super Street Fighter II Turbo.

### Software
- Se lanza Mosaic Netscape 0.9, un navegador web, el 13 de octubre de 1994. Fue posteriormente renombrado como Netscape Navigator. La compañía cambió de nombre a Netscape Communications Corporation el 14 de noviembre de 1994.

### Hardware
- junio: Nintendo estrena su periférico Super Game Boy para la Super Nintendo.
- 9 de septiembre: SNK lanza al mercado su videoconsola Neo Geo CD.
- 23 de septiembre: Sale a la venta en Japón, la videoconsola de Bandai, Playdia.
- 3 de diciembre: En Japón sale a la venta la primera consola de Sony Computer Entertainment, la primera PlayStation, la cual sería la primera en superar las 100 millones de unidades vendidas, y ganaría el reconocimiento de la gente, respecto a los demás sistemas de la quinta generación.
- 3 de diciembre: Sale a la venta la consola Sega Multi-Mega / CDX, como una unidad compacta entre Sega CD y Sega Genesis.

### Juegos Destacados
- Castlevania: Bloodllines
- Donkey Kong Country
- Daytona USA (Arcades)
- Donkey Kong (Game Boy)
- Final Fantasy VI
- Super Street Fighter II Turbo
- The Elder Scrolls: Arena
- Tekken
- International Superstar Soccer
- Mega Man X2
- System Shock
- Ecco: The Tides of Time
- Marathon
- Mortal Kombat II (Versión para consolas)
- Sonic the Hedgehog 3
- Darkstalkers
- Sonic & Knuckles
- Streets Of Rage 3
- Super Bomberman 2
- Pac-Man 2: The New Adventures (SNES y Sega Genesis)
- Bubsy II
- Wario's Woods
- EarthBound
- Rise of the Robots
- Killer Instinct (Arcades)
- Warcraft: Orcs & Humans
- King's Quest VII: The Princeless Bride
- Doom II
- Jazz Jackrabbit
- Earthworm Jim
- Master of Magic
- Super Metroid
- Super Punch-Out!!
- Urban Strike
- Heretic
- The King of Fighters '94
- The Need for Speed

## Deporte

### Atletismo
- Del 11 al 13 de marzo se celebra la XXIII edición del Campeonato Europeo de Atletismo en Pista Cubierta en París,  Francia. 
  -  Rusia es el país que cosecha más medallas: 19 (9 de oro, 7 de plata y 3 de bronce).

- Del 7 al 14 de agosto se celebran los XVI edición del Campeonato Europeo de Atletismo de verano en Helsinki  Finlandia. 
  -  Rusia es el país que cosecha más medallas: 24 (10 de oro, 8 de plata y 6 de bronce).

### Baloncesto
- Campeonato mundial de baloncesto: Se celebra la 12.ª edición en Canadá. Estados Unidos se proclama campeón al derrotar a Rusia en la final por 137-91. Croacia consigue la tercera plaza.
- Abril: El Joventut de Badalona (España), campeón de la Copa de Europa de Baloncesto, por primera vez en su historia.
- El F. C. Barcelona se proclama campeón de la Copa del Rey de Baloncesto.
- Tras el retiro de Michael Jordan. Los Houston Rockets liderados por Hakeem Olajuwon ganan las finales de la NBA (4-3) ante los New York Knicks de Patrick Ewing

### Balonmano
- El Club Balonmano Cantabria se proclama campeón de la Copa de Europa.
- El F. C. Barcelona se proclama campeón de la Recopa de Europa.

### Juegos Olímpicos de Invierno 1994
Los XVII Juegos Olímpicos de Invierno se realizaron entre el 12 y el 27 de febrero en la ciudad de Lillehammer, Noruega.

### Fútbol
- Junio: Campeonato mundial de fútbol (Estados Unidos): La selección de Brasil, capitaneada por Dunga, gana por cuarta vez la Copa Mundial de Fútbol al derrotar en la final a Italia en penaltis 3-2 tras el empate 0-0 en los 120 minutos reglamentarios. Tras los fallos de Baresi y Massaro por parte de los italianos y de Marcio Santos por los brasileños, Roberto Baggio falló el penal definitivo.
- Copa Libertadores de América: Club Atlético Vélez Sarsfield campeón.
- Copa Intercontinental: Club Atlético Vélez Sarsfield campeón.
- Copa Interamericana: Universidad Católica campeón.
- Liga de Campeones: El AC Milan, campeón al derrotar en la final de Atenas al F. C. Barcelona por 4-0.
- Liga Mexicana: Tecos de la UAG Campeón de la temporada 1993-94.
- Liga española de fútbol: 14 de mayo: El F. C. Barcelona se proclama campeón en la última jornada de liga, al ganar en el Camp Nou al Sevilla FC por 5-2, y ante el empate a cero entre el Deportivo de La Coruña y el Valencia CF en Riazor. El Depor, líder toda la temporada, desaprovecha un penalti a su favor, lanzado por Djukic en el último minuto. El jugador brasileño del F. C. Barcelona Romário gana el trofeo Pichichi, con 30 goles. Liaño, portero del Deportivo de La Coruña, gana el Trofeo Zamora, tras haber encajado solo 18 goles.
- Copa del Rey: El Real Zaragoza, campeón al derrotar en la final al Celta de Vigo en la tanda de penaltis, tras acabar el partido con empate a cero.
- Balón de Oro: El búlgaro Hristo Stoichkov, del F. C. Barcelona, es designado mejor jugador del Mundo del año 1994 por la revista France Football.
- Liga Chilena: El club Universidad de Chile sale campeón, después de 25 años, tras el empate ante el club Cobresal en el Estadio El Cobre.
- Fútbol Profesional Colombiano: Atlético Nacional.
- Campeonato Ecuatoriano de Fútbol: Emelec logra el primer bicampeonato de su historia (1993-1994), a su vez el octavo título nacional en su palmarés.
- Liga Peruana: Sporting Cristal, campeón.
- 30 de enero: El club argentino Gimnasia y Esgrima La Plata se proclama campeón de la Copa Centenario.
- Liga Argentina: Club Atlético Independiente, campeón del Torneo Clausura de AFA. River Plate, campeón del Torneo Apertura de AFA.
- Copa Sanwa Bank: Se jugó en el Estadio Nacional de Shinjuku, Tokio, el partido entre Gimnasia y Esgrima La Plata (ARG), y Verdy Kawasaki (JPN). El partido quedó 2 a 2, pero en los penales, el Verdy ganó 4 a 2.

### Fútbol americano
- Super Bowl XXVIII: Dallas Cowboys Campeón.

### Tenis
- Abierto de Australia: Hombres: Pete Sampras a Todd Martin. Mujeres: Steffi Graf a Arantxa Sánchez Vicario.
- Roland Garros: Hombres: Sergi Bruguera a Alberto Berasategui. Mujeres: Arantxa Sánchez Vicario a Mary Pierce.
- Wimbledon: Hombres: Pete Sampras a Goran Ivanišević. Mujeres: Conchita Martínez a Martina Navratilova.
- US Open: Hombres: Andre Agassi a Michael Stich. Mujeres: Arantxa Sánchez Vicario a Steffi Graf.

- Masters: Pete Sampras (hombres) y Gabriela Sabatini (Argentina), campeones.
- Copa Davis: Suecia, campeona.
- Copa Federación: España, campeona.

- Clasificación ATP 1994: Pete Sampras, mejor tenista del año.
- Clasificación WTA 1994: Steffi Graf, mejor tenista del año.

### Ciclismo
- Tour de Francia: Miguel Induráin (España) gana su cuarto Tour consecutivo.
- Giro de Italia: Eugeni Berzin (Rusia), ganador.
- Vuelta a España: Tony Rominger (Suiza), ganador.

### Motociclismo
- Campeonato del Mundo de Motociclismo:
  - 500 cc: Michael Doohan (Estados Unidos), de Honda, campeón.
  - 250 cc: Max Biaggi (Italia), de Aprilia, campeón.
  - 125 cc: Kazuto Sakata (Japón), de Aprilia, campeón.
- Campeonato del Mundo de Trial: Jordi Tarrés, campeón por sexta vez.

### Automovilismo
- Fórmula 1: Michael Schumacher gana su primer título a bordo de un Benetton. El tricampeón Ayrton Senna fallece en un duro accidente en el Gran Premio de San Marino, en el Autodromo Enzo e Dino Ferrari.
- WRC: Didier Auriol gana el título a bordo de un Toyota Celica Turbo 4WD.
- Rally Dakar:Pierre Lartigue gana la competencia a bordo de un Citroën ZX.
- NASCAR: Dale Earnhardt gana el título a bordo de un Chevrolet Lumina.
- CART: Al Unser Jr. gana el título a bordo de un Penske-Ilmor.
- 500 Millas de Indianápolis : Al Unser Jr. gana la competencia.
- Turismo Carretera: Eduardo Ramos gana el título a bordo de un Ford Falcon.
- Turismo Competición 2000: Juan María Traverso gana el título a bordo de una Coupé Fuego.

### Golf
- Masters de Augusta: José María Olazábal (España), campeón.
- Abierto de Golf de Estados Unidos: Ernie Els (Sudáfrica), campeón.
- Abierto Británico de Golf: Nick Price (Zimbawe), campeón.
- Campeonato de la PGA: Nick Price (Zimbawe), campeón.

### Rodeo
- Campeonato Nacional de Rodeo: Juan Carlos Loaiza campeón por tercera vez.

### Natación
- Se celebra la séptima edición de los Campeonatos del Mundo de Natación en Roma, Italia.

### Taekwondo
- Se declaró día internacional del Taekwondo en recuerdo de la fecha en la que empezó a reconocerse como deporte olímpico oficial.

## Música

### Festivales
- El 30 de abril se celebra la XXXIX edición del Festival de la Canción de Eurovisión en Dublín  Irlanda.

Ganadora: Los cantantes Paul Harrington y Charlie McGettigan con la canción «Rock 'n' Roll Kids» representando a Irlanda .

### Acontecimientos musicales
- Fallecimiento de Kurt Cobain, el 5 de abril en Seattle a sus 27 años.
- Se crea el grupo Rammstein
- Se forma el grupo Muse
- Se forma el grupo Huelga de Hambre
- Se forma el grupo Garbage
- Selena: Segunda presentación en el Astrodome de Houston, Texas.

### Publicaciones
- ABBA: Thank you for the Music
- Alberto Plaza: Música y versos de amor
- Alejandro Fernández: Grandes éxitos a la manera de Alejandro Fernández
- Alejandro Lerner: Permiso de volar
- Alejandra Guzmán: Enorme
- Aleks Syntek y la Gente Normal: Más fuerte de lo que pensaba
- Ana Bárbara: Ana Bárbara
- Ana Gabriel: Ayer y hoy
- Alphaville: Prostitute
- Babasónicos: Trance Zomba
- Backyard Babies: Diésel & Power
- Bad Religion: Stranger Than Fiction
- Barricada: La Araña
- Beck: Mellow Gold
- Benny Ibarra: El Tiempo
- Bibi Gaytán: Manzana Verde
- Big Mountain: Baby, I Love Your Way
- Binomio de Oro de América: De la mano con el pueblo
- Black Sabbath: Cross Purposes
- Blink-182: Cheshire Cat
- Blur: Parklife
- Bob Dylan: Greatest Hits Vol. III
- Bon Jovi: Cross Road
- Bruce Dickinson: Balls to Picasso
- B'z: The 7th Blues (2 de marzo).
- Café Tacvba: Re
- Caifanes: El nervio del volcán
- Camilo Sesto: Amor sin vértigo
- Cannibal Corpse: The Bleeding
- Cantando Aprendo a Hablar: Cantando Hablo Mejor, Vol. 1
- Carlos Vives: Clásicos de la provincia
- Chayanne: Influencias
- Cheap Trick: Woke Up with a Monster
- Christina y Los Subterráneos: Mi pequeño animal
- Claudio Bermúdez: Como aire fresco
- Collective Soul: Hints, Allegations, and Things Left Unsaid
- Craig Chaquico: Acoustic Planet
- Cristian Castro: El camino del alma
- Davy Spillane: A Place Among The Stones
- Diego Torres: Tratar de estar mejor
- Diomedes Díaz: 26 de mayo
- Dream Theater: Awake
- Ednita Nazario: Pasiones
- El Tri: Una rola para los minusválidos
- Emmanuel: Esta aventura
- Fito Páez: Circo beat
- Francesc Picas: Bendición.
- Gilda: Pasito a pasito
- Gillette: On the attack
- Gloria Trevi: Más turbada que nunca
- Green Day: Dookie
- Helmet: Betty
- Hermética: Víctimas del vaciamiento
- Hole: Live Through This
- In Flames: Lunar Strain
- Intocable :Fuego Eterno
- Iván Villazón: Noticia
- Jamiroquai: The Return of the Space Cowboy
- Joaquín Sabina: Esta boca es mía
- John Frusciante: Niandra Lades and Usually Just a T-Shirt
- Jorge González: El Futuro Se Fue
- Jeff Buckley: Grace
- José José: Grandeza mexicana
- Juan Gabriel: Gracias por esperar
- Juan Luis Guerra y 440: Fogaraté
- Julio Iglesias: Crazy
- Kabah: Kabah
- Kairo: Signo del tiempo
- Korn: Korn
- Laura Pausini: Laura Pausini
- L'Arc~en~Ciel: Tierra
- Los Diablitos: Tocándo el cielo
- Los Tigres del Norte: Los Dos Plebes
- Los Chichos: Amigos, no pasa na
- Los Piojos: Ay Ay Ay
- Lucero: Cariño de mis cariños y Siempre contigo.
- Lucía Méndez: Señora tentación
- Luis Enrique: Luis Enrique
- Luis Miguel: Segundo romance (30 de agosto).
- Luzbel: Rebelion del los desgraciados
- Madonna: Bedtime Stories
- Mägo de Oz: Mägo de Oz
- Malice Mizer: Memoire (24 de julio).
- Mar de Copas: Entre los árboles
- Mariah Carey: Merry Xmas
- Marilyn Manson: Portrait of an American Family
- Massive Attack: Protection (26 de septiembre).
- Mayhem: De Mysteriis Dom Sathanas
- Megadeth: Youthanasia
- Melissa: Siempre Melissa
- Miguel Morales: Avanzando
- Mike Oldfield: The Songs of Distant Earth.
- Miki González: Hatun Exitokuna, Grandes Éxitos
- Miss Rosi: Cantando con Miss Rosi, Volumen 2
- Mónica Naranjo: Mónica Naranjo
- Myriam Hernández: Myriam Hernández IV
- Nacho Cano: Un mundo separado por el mismo Dios
- Nas: Illmatic
- Nicky Jam: ...Distinto a los Demás
- Nicole: Esperando nada
- Nine Inch Nails: The Downward Spiral
- Nirvana: MTV Unplugged in New York
- NOFX: Punk in Drublic
- Oasis: Definitely Maybe
- Pablo Milanés: Orígenes
- Pantera: Far Beyond Driven
- Patricia Manterola: Hambre de amor
- Paul McCartney: Paul Is Live (en vivo).
- Pearl Jam: Vitalogy
- Pedro Fernández: Mi forma de sentir
- Pesado: Llegó el amor
- Pet Shop Boys: Disco 2
- Pink Floyd: The Division Bell
- Plácido Domingo: De mi alma latina
- P.O.D.: Snuff the Punk
- Prong: Clansing
- Public Enemy: Muse Sick-N-Hour Mess Age
- Pulp: Masters of the Universe
- Rancid: Let's Go!
- Rata Blanca: Entre el cielo y el infierno
- Red Hot Chili Peppers: Out in L.A.
- Ricardo Arjona: Historias
- Ricardo Montaner: Una mañana y un camino
- Roberto Carlos: Aló
- Rosario: Siento
- Rosendo: Para mal o para bien
- Savage Garden: Savage Garden
- Seal: Seal
- Selena: Amor prohibido
- Sinéad O'Connor: Universal mother
- Ska-P: Ska-p.
- Slayer: Divine Intervention
- Soundgarden: Superunknown
- Sr. Chinarro: Sr. Chinarro
- Stephanie Salas: La Raza Humana
- Suicidal Tendencies: Suicidal for Life
- Stone Temple Pilots: Purple
- Tarkan: A-Acayipsin
- Tatiana: Un alma desnuda
- Testament: Low
- The Cranberries: No Need to Argue (3 de octubre)
- The Notorious B.I.G.: Ready to Die
- The Offspring: Smash
- The Prodigy: Music for the Jilted Generation
- The Smashing Pumpkins: Pisces Iscariot
- The Smashing Pumpkins: Earphoria
- Varios Artistas: Agujetas de color de rosa
- Weezer: The Blue Album
- Veruca Salt: American Thighs

## Cine
- 30 de marzo: Pulgarcita, de Don Bluth.
- 13 de mayo: El cuervo con Brandon Lee.
- 27 de mayo: Los Picapiedra (película) de Brian Levant.
- 10 de junio: Speed con Keanu Reeves, Sandra Bullock y Dennis Hopper.
- 24 de junio: El rey león de Rob Minkoff y Roger Allers.
- 6 de julio: Forrest Gump de Robert Zemeckis con Tom Hanks.
- 20 de julio: El cliente de Joel Schumacher.
- 29 de julio: La Máscara, con Jim Carrey y Cameron Diaz
- 16 de septiembre: Timecop, con Jean-Claude Van Damme, Mia Sara y Ron Silver.
- 29 de septiembre: Astérix en América, de Gerhard Hahn.
- 14 de octubre: Pulp Fiction, con John Travolta, Samuel L. Jackson, Bruce Willis y Uma Thurman.
- 14 de octubre: The Shawshank Redemption (Cadena perpetua), con Tim Robbins, Morgan Freeman.
- 28 de octubre: Stargate, Puerta a las Estrellas, con Kurt Russell y James Spader
- 4 de noviembre: Frankenstein de Mary Shelley, por Kenneth Branagh.
- 11 de noviembre (Estados Unidos) y 16 de diciembre (España): Entrevista con el Vampiro (Interview with the Vampire: The Vampire Chronicles), es la adaptación cinematográfica dirigida por Neil Jordan de la novela del mismo nombre de Anne Rice, procedente de la saga Las crónicas vampíricas,.

Todas las fechas pertenecen a los estrenos oficiales de sus países de origen, salvo que se indique lo contrario.

## Televisión
- El vuelo del águila, de Ernesto Alonso.

## Premios Óscar
- Mejor película: Forrest Gump.
- Mejor actor: Tom Hanks, por Forrest Gump.
- Mejor actriz: Jessica Lange, por Blue Sky.
- Mejor película de habla no inglesa: Belle Époque, de Fernando Trueba.
- Mejor música original: El Rey León por Hans Zimmer.

## Premios Nobel
- Física: Bertram N. Brockhouse, Clifford G. Shull.[2]
- Química: George A. Olah.[2]
- Medicina: Alfred G Gilman, Martin Rodbell.[2]
- Literatura: Kenzaburo Oe.[2]
- Paz: Yasser Arafat, Shimon Peres, Isaac Rabin.[2]
- Economía: Reinhard Selten, John Forbes Nash, John Harsanyi.[2]

## Premios Príncipe de Asturias
- Artes: Alicia de Larrocha.[3]
- Ciencias Sociales: Aurelio Menéndez.[3]
- Comunicación y Humanidades: misiones españolas en Ruanda y Burundi.[3]
- Concordia: Movimiento Nacional de Meninos e Meninas de Rua, Mensajeros de la Paz y Save the Children.[3]
- Cooperación Internacional: Yasir Arafat y Isaac Rabin.[3]
- Deportes: Martina Navratilova.[3]
- Investigación Científica y Técnica: Manuel Elkin Patarroyo.[3]
- Letras: Carlos Fuentes.[3]

## Premio Cervantes
- Mario Vargas Llosa.[4]